# Rawen-Halbinsel
Die Rawen-Halbinsel (bulgarisch полуостров Равен poluostrow Rawen) ist eine 5,5 km lange und 5,2 km breite Halbinsel an der Nordenskjöld-Küste im Osten des Grahamlands auf der Antarktischen Halbinsel. Sie liegt zwischen der Odrin Bay im Norden und der Desislava Cove im Südwesten. Die Halbinsel endet im Südosten im Kap Worsley.
Britische Wissenschaftler kartierten sie 1978. Bulgarische Wissenschaftler benannten sie 2013 nach der mittelalterlichen Stadt Rawen im Südwesten Bulgariens.